# Rockport (Kentucky)
Pour les articles homonymes, voir Rockport.
Rockport est une ville américaine située dans le comté d'Ohio, dans le Kentucky. Selon le recensement de 2020, sa population est de 262 habitants.